# Destelbergen
Destelbergen là một đô thị ở tỉnh Oost-Vlaanderen. Đô thị này bao gồm các thị xã Destelbergen và Heusden và được lập ngày 1 tháng 1 năm  1977 thông qua việc hợp nhất các đô thị này. Phía tây giáp đô thị Ghent và Melle.

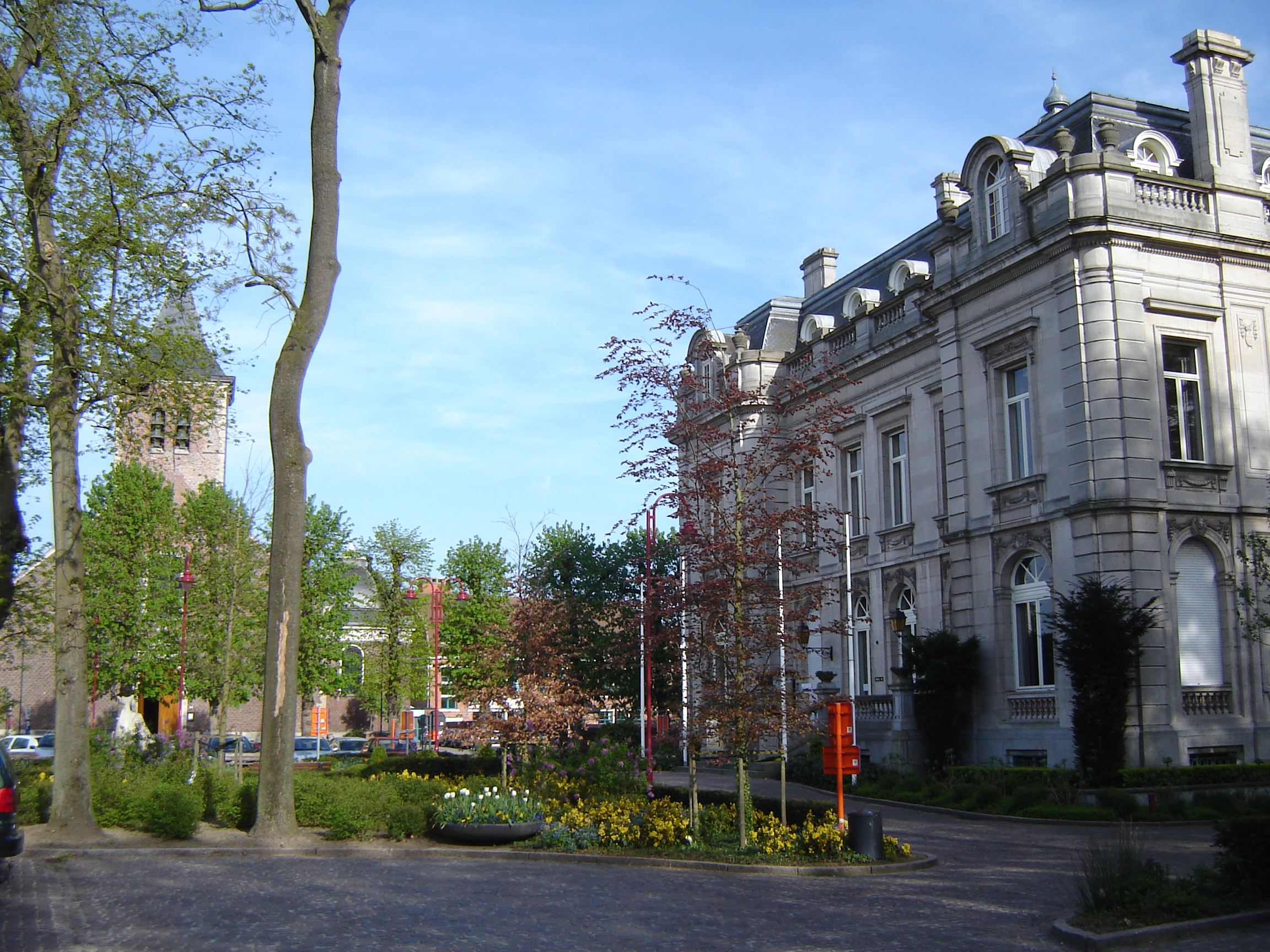
Trung tâm với tòa thị chính và giáo đường

Tại thời điểm ngày 1 tháng 1 năm  2011 Destelbergen có tổng dân số 17.636 người. Tổng diện tích là 26,56 km² với mật độ dân số là 664 người trên mỗi km².